# 2093
Cette page concerne l'année 2093  du calendrier grégorien.
L'année 2093 est une année commune qui commence un jeudi.
C'est la 2093e année de notre ère, la 93e année du IIIe millénaire et du XXIe siècle et la 4e année de la décennie 2090-2099.

## Autres calendriers
- Calendrier hébraïque : 5853 / 5853
- Calendrier indien : 2014 / 2015
- Calendrier musulman : 1513 / 1514
- Calendrier persan : 1471 / 1472